# Otto Edelmann
Otto Edelmann (Vienna, 5 febbraio 1917 – Vienna, 14 maggio 2003) è stato un basso austriaco.
Studiò canto all'Università per la musica e le arti interpretative di Vienna dove il tenore norvegese Gunnar Graarud fu tra i suoi mentori. Nel 1937 debuttò a Gera come Figaro in Le nozze di Figaro di Mozart. Nel 1938-1940 cantò a Norimberga. Dal 1947 si esibì all'Opera di Stato di Vienna e al Festival di Edimburgo. Finì per la prima volta sotto i riflettori del pubblico e degli esperti grazie all'esecuzione della parte di Hans Sachs ne I maestri cantori di Norimberga di Wagner al Festival di Bayreuth subito dopo la sua riapertura nel 1951 al termine della seconda guerra mondiale. (Registrò anche come l'orafo Veit Pogner nello stesso lavoro in una delle prime esecuzioni registrate di Hans Knappertsbusch). Nel 1954 debuttò sul palcoscenico della Metropolitan Opera di New York salendo complessivamente sul palco 148 volte. Un altro episodio chiave della carriera di Edelman fu quello del barone Ochs ne Il cavaliere della rosa di Richard Strauss con il quale debuttò a San Francisco nel 1955 e al nuovo Festival di Salisburgo nel 1960. Nel 1956, Edelman prese parte alla registrazione di quest'opera per l'etichetta EMI con Elisabeth Schwarzkopf (direttore Herbert von Karajan). Nel 1957 registrò il ruolo di Wotan al fianco di Kirsten Flagstad nella registrazione di Georg Solti del terzo atto de La Valchiria di Wagner (un album realizzato prima del famoso set completo de L'anello del Nibelungo). All'Opera di Stato di Vienna apparve per l'ultima volta il 15 dicembre 1976 come conte Waldner in Arabella.
Morì a Vienna e fu sepolto in una tomba onoraria nel cimitero di Kalksburger (gruppo 1, numero 55 A).
È il padre dei baritoni austriaci Peter Edelmann e Paul-Armin Edelmann.
La sua voce era corposa e libera, e molto ampia, alta per un basso, ma sicuramente un basso, non un baritono. Aveva un'estensione funzionale bassa, non piena ma molto vivace, che gli servì bene nel ruolo del barone Ochs. La sua personalità scenica e la scelta dei ruoli tendevano a simpatici personaggi comici.
Sono disponibili suoi video come Barone Ochs (con Elisabeth Schwarzkopf) e Leporello (con Cesare Siepi).

## Discografia selezionata
- Con Furtwängler: Fidelio (1953), Don Giovanni (1953), Il franco cacciatore (1954), Sinfonia n° 9 di Beethoven (1951)
- Con Karajan: I maestri cantori di Norimberga (1951), Il cavaliere della rosa (1954 e 1961)